# Novela testimonio
La novela testimonio o novela de no ficción es un género literario híbrido que mezcla la novela tradicional y el discurso testimonio (proveniente de los estudios de historiografía). Al igual que otros géneros literarios de la posmodernidad, la novela testimonio presenta características de ambos géneros. También ha sido llamado relato real o relato metaficcional. En definitiva, es un relato literario pero de factura periodística.

## Nacimiento
Aparece en la década de los 70, cuando muchos expertos literarios comienzan a denominarla y establecer sus características: como Tomás Oguiza, René Jara, Fernando Alegría o Ariel Dorfman. Maryse Bertrand afirmaba la conexión de la novela testimonio con el periodismo. Hay que distinguir entre novela testimonio y discurso testimonio. La primera es labor de escritores, y siempre hay un grado alto de ficcionalidad. El discurso testimonio sin embargo es labor de etnólogos y antropólogos, y el componente de ficción tiende a ser menor. Los orígenes de ambos son realistas.
La novela testimonio sigue, al igual que el discurso testimonial (aunque no necesariamente siempre), la estrategia de entrevista a personas reales, para obtener así datos verificados.

## Obras
El género se inicia en 1957 con la publicación de Operación Masacre, de Rodolfo Walsh (aunque ya en 1937, Manuel Chaves Nogales hibridará el cuento y la crónica periodística en A sangre y fuego. Héroes, bestias y mártires de España), y posteriormente se generaliza en otros autores,  incluyendo la novela de José María Gironella Un millón de muertos de 1961, sobre la guerra civil española; o la novela del venezolano José Vicente Abreu, Se llamaba SN de 1964, y sobre todo A sangre fría de Truman Capote (1967), que aún es considerada en el mundo anglosajón como la primera del género.
Por otra parte también aparecieron obras que no siguen el estilo testimonial del discurso, pero que aun así encajan dentro de la novela testimonial: La gallina ciega, de Max Aub, Paula, de Isabel Allende, Una mujer por España, de María Martínez Sierra o Vivir con Juan Ramón, de Zenobia Camprubi. Las mencionadas son novelas de carácter biográfico o autobiográfico.

## Características
La novela testimonial tiene un carácter historiográfico, pero a la vez subjetivo: es un alto en la historia para apreciar un fragmento individual y contextualizado de ella en su desnudez: es una expedición hacia la verdad de un asunto, en forma de lucha personal, donde el Yo cobra una importancia vital en su elaboración, creando así un género literario que mezcla ficción e historia, mediante vivencias personales de un personaje, de forma que se crea una historia valorativa, casi siempre de carácter aflictivo, rememorando una época difícil, y a menudo con fines catárticos, bien para el escritor o bien para los lectores.
Es una expresión intrahistórica, un trozo minúsculo y personalizado de historia, una recuperación de un pasado desconocido que queda inmortalizado mediante su escritura. Esa interpretación por parte del autor lleva a considerar este género bajo la fórmula ficción + historia, con la denominación Norteamericana “Faction”, literature of facts o Nonfiction novel. El novelista es testigo de los dilemas morales, y se preocupa más por lo verosímil que por lo estético, generalmente. Elige qué inmortalizar, qué extraer del anonimato y conseguir que esos personajes intrahistóricos, continúen vivos en el recuerdo de los lectores.
Este género literario es posible cuando la cultura de la objetividad entra en desuso, en la década de los 70, ya que toda interpretación artística o no de la realidad implica un punto de vista, por lo que la subjetividad y la opinión son ineludibles.
La novela de no-ficción es también llamado “Nuevo Periodismo” en Estados Unidos, porque surge de un contacto con el periodismo. Los relatos de no-ficción no son solo transcripciones de hechos, sino que establecen una relación entre la ficción y lo real.
Para el escritor Tom Wolfe se trataba de hacer un periodismo que pudiera ser leído igual que una novela, entonces era posible escribir artículos de la realidad pero empleando las técnicas narrativas, con la idea de hacer un periodismo literario.
El género puede mostrarse como una ficción, pues los hechos ocurrieron y el lector lo sabe, o por la imposibilidad de mostrarse como algo verídico de los hechos porque lo real no es describible “tal cual es”, sin embargo lo específico del género está en el modo en que resuelve la intersección entre lo ficcional y lo real. El encuentro de lo ficcional y lo real no da como resultado una mezcla, sino una nueva construcción en donde desaparecen los límites entre los distintos géneros".

## Lista selecta de testimonios
- "Si me permiten hablar". Testimonio de Domitila, una mujer de las minas de Bolivia: Moema Viezzer
- Operación masacre: Rodolfo Walsh
- Biografía de un cimarrón: Esteban Montejo, con Miguel Barnet
- Los ejércitos de la noche: Norman Mailer
- Asalto a la ciudad: Gregorio Gallego
- Hasta no verte Jesús mío: Elena Poniatowska
- La noche de Tlatelolco. Testimonios de historia oral: Elena Poniatowska
- Tejas verdes: Hernán Valdés
- Me llamo Rigoberta Menchú y así me nació la conciencia: Rigoberta Menchú, con Elizabeth Burgos
- El metal de los muertos: Concha Espina
- Cuando me muero quiero que me toquen cumbia: Cristian Alarcón
- Como enterrar a un padre desaparecido : Sebastian Hacher

## Ejemplos
1. ↑  Claudio Ariel Clarenc

- Datos: Q1325447